# Plaza del Salvador (Sevilla)

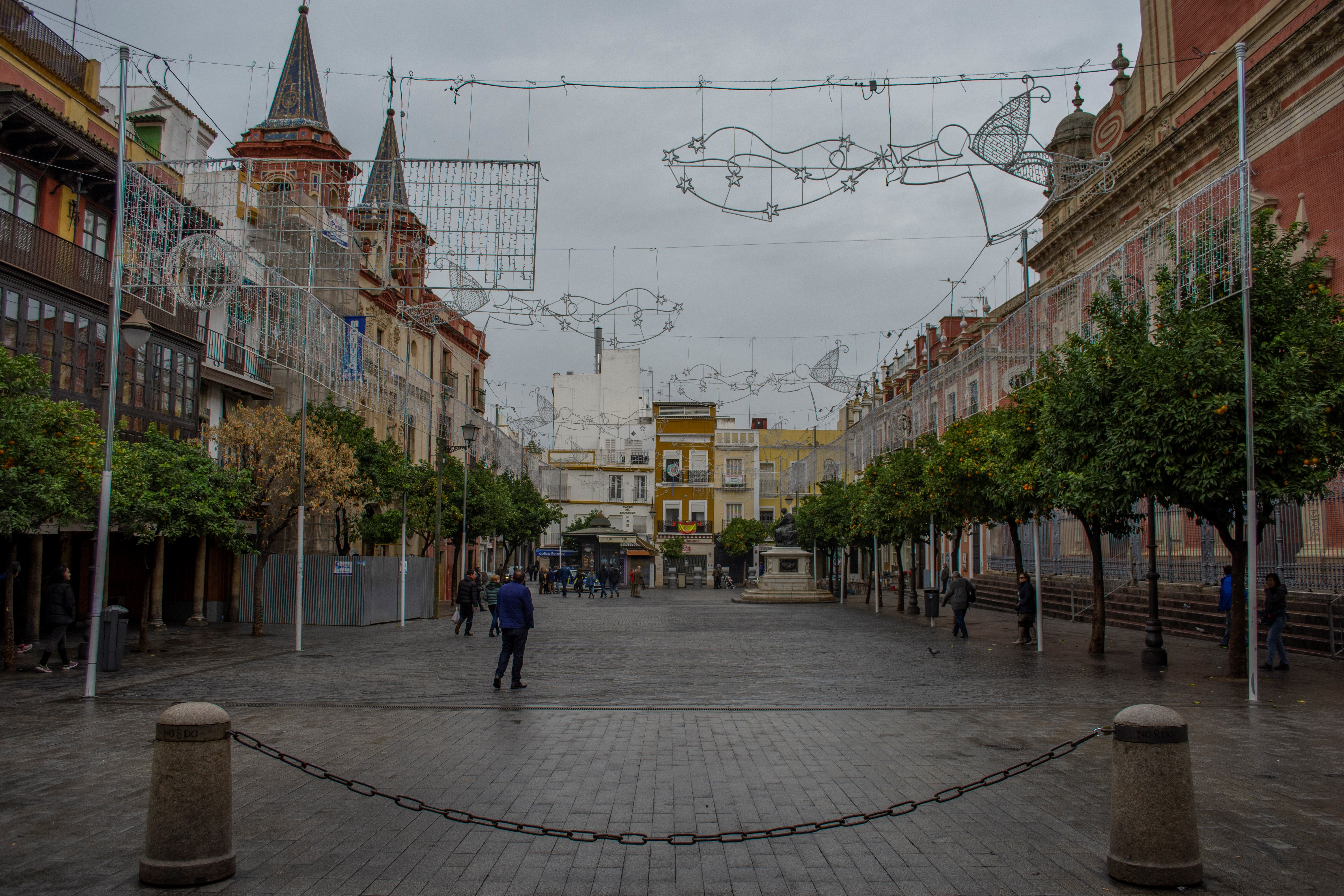
La plaza en diciembre de 2017

La plaza del Salvador es un espacio abierto de carácter peatonal ubicado en el barrio de la Alfalfa, en el distrito Casco Antiguo de la ciudad española de Sevilla, Andalucía. 
Debe su nombre a la iglesia del Salvador. Dicha iglesia es una obra barroca del siglo XVII. Es el segundo templo más grande de la ciudad después de la catedral.

## Historia
Antiguamente se denominó plaza del Cementerio por albergar en parte el cementerio de la parroquia. Debió ser un espacio de recreo y sociabilidad, probablemente, desde el periodo andalusí por su cercanía con la mezquita aljama y, quizá, por albergar el zoco descrito por Ibn Abdun en el siglo XI.
en 1608 se autorizó la instalación de una cruz de madera que se conserva actualmente en el chaflán que hay con la calle Villegas, cuyo nombre es Cruz del Cementerio Parroquial del Salvador.Dicha cruz jamás se ha llamado "cruz de las culebras", siendo difundido ese error por redes sociales.
A mediados del siglo XIX se remodeló el espacio, construyendo un paseo de salón en el centro por un proyecto de Balbino Marrón, que fue eliminado por no agradar, y se vuelve a levantar por Isidoro Heredia Tejada.
En 1923, se instaló el monumento a Martínez Montañés. En 1967 este monumento fue trasladado a una plaza junto a la catedral. En 1985 volvió a ser trasladado a la plaza del Salvador, que ha sido su ubicación definitiva. Entre 1968 y 1970 se sustituyeron los chopos boleana por naranjos.
En 1983 se peatonalizó y se recuperó el pavimento tradicional de adoquines.

Los edificios más significativos de la plaza son la propia iglesia del Salvador (donde tienen su sede las hermandades del Amor y de Pasión) y el Hospital de Nuestra Señora de la Paz.
En 2013 apareció en el capítulo 8 de la serie estadounidense Agents of S.H.I.E.L.D..